# Louise Currey
Louise Currey (nata McPaul; Port Kembla, 24 gennaio 1969) è un'ex giavellottista australiana, vincitrice in carriera di un argento ai Giochi olimpici di Atlanta 1996.

## Palmarès
| Anno | Manifestazione    | Sede         | Evento                 | Risultato | Prestazione | Note |
| ---- | ----------------- | ------------ | ---------------------- | --------- | ----------- | ---- |
| 1986 | Mondiali juniores | Atene        | Eptathlon              | 13ª       | 5013 p.     |      |
| 1988 | Mondiali juniores | Sudbury      | Lancio del giavellotto | 15ª       | 47,94 m     |      |
| 1991 | Universiadi       | Sheffield    | Lancio del giavellotto | 4ª        | 57,60 m     |      |
| 1991 | Mondiali          | Tokyo        | Lancio del giavellotto | 6ª        | 62,34 m     |      |
| 1992 | Giochi olimpici   | Barcellona   | Lancio del giavellotto | 11ª       | 56,00 m     |      |
| 1994 | Commonwealth      | Victoria     | Lancio del giavellotto | Oro       | 63,76 m     |      |
| 1995 | Mondiali          | Göteborg     | Lancio del giavellotto | 14ª       | 59,30 m     |      |
| 1996 | Giochi olimpici   | Atlanta      | Lancio del giavellotto | Argento   | 65,54 m     |      |
| 1998 | Commonwealth      | Kuala Lumpur | Lancio del giavellotto | Oro       | 66,96 m     |      |
| 1999 | Mondiali          | Siviglia     | Lancio del giavellotto | 5ª        | 64,38 m     |      |
| 2000 | Olimpiadi         | Sydney       | Lancio del giavellotto | 31ª       | 53,32 m     |      |